# دلیو گامبوا
دلیو گامبوا (اسپانیایی: Delio Gamboa‎; ۲۸ ژانویهٔ ۱۹۳۶ – ۲۳ اوت ۲۰۱۸) بازیکن فوتبال اهل کلمبیا بود.
از باشگاه‌هایی که در آن بازی کرده‌است می‌توان به باشگاه فوتبال اتلتیکو ناسیونال، باشگاه فوتبال سانتا فه، باشگاه فوتبال میلوناریوس، و باشگاه فوتبال اونس کالداس اشاره کرد.